# Gare de Bonneville
Ne doit pas être confondu avec Gare de La Bonneville-sur-Iton.
La gare de Bonneville est une gare ferroviaire française de la ligne de La Roche-sur-Foron à Saint-Gervais-les-Bains-Le Fayet, située sur le territoire de la commune de Bonneville, sous-préfecture du département de la Haute-Savoie, en région Auvergne-Rhône-Alpes.
Elle est mise en service en 1890 par la Compagnie des chemins de fer de Paris à Lyon et à la Méditerranée (PLM). C'est une gare voyageurs de la Société nationale des chemins de fer français (SNCF) desservie par les trains de la ligne L3 du RER franco-valdo-genevois dit « Léman Express », et des trains TER Auvergne-Rhône-Alpes.

## Situation ferroviaire
Bonneville est située au point kilométrique (PK) 10,037 de la ligne de La Roche-sur-Foron à Saint-Gervais-les-Bains-Le Fayet, entre les gares de Saint-Pierre-en-Faucigny et de Marignier. Son altitude est de 449 mètres.
Située sur une ligne à voie unique, c'est une gare d'évitement qui dispose d'une deuxième voie pour le croisement des trains.

## Histoire

### Historique de la gare
La gare de Bonneville est mise en service le 1er juin 1890 par la Compagnie des chemins de fer de Paris à Lyon et à la Méditerranée (PLM) lorsqu'elle ouvre à l'exploitation la section de La Roche-sur-Foron à Cluses. L'inauguration de la ligne et des gares intermédiaires de Saint-Pierre-en-Faucigny, Bonneville et Marignier, a lieu le 15 juin 1890.
La gare marchandises de Bonneville est fermée le 3 novembre 2009 au service Fret SNCF.

### Historique de desserte
- 20 novembre 2006 : mise en service des rames automotrices à deux niveaux de la série Z 23500 de la SNCF entre Genève-Eaux-Vives et Saint-Gervais-les-Bains-Le Fayet.
- 9 décembre 2007 : mise en service de la première phase de l'horaire cadencé sur l'ensemble du réseau TER Rhône-Alpes et donc pour l'ensemble des circulations ferroviaires régionales.
- 27 novembre 2011 : dernier jour de la circulation Genève-Eaux-Vives et Saint-Gervais-les-Bains-Le Fayet pour cause de fermeture provisoire de la gare des Eaux-Vives en vue du projet de la ligne CEVA.
- 14 décembre 2019 : la relation quotidienne Saint-Gervais-les-Bains-Le Fayet ↔ Lyon-Part-Dieu (via Sallanches - Combloux - Megève – Cluses – Bonneville – La Roche-sur-Foron – Annemasse – Bellegarde – Culoz – Ambérieu-en-Bugey) devient saisonnière (uniquement les samedis d'hiver)[6].
- 15 décembre 2019 : mise en service des rames automotrices Léman Express Coppet ↔ Saint-Gervais-les-Bains-Le Fayet (via Genève-Cornavin, Annemasse et La Roche-sur-Foron).

## Service des voyageurs

### Accueil
Gare SNCF, elle dispose d'un bâtiment voyageurs. Elle est équipée d'un automate pour l'achat de titres de transport.

### Desserte
Depuis le 15 décembre 2019, la gare de Bonneville est desservie :
- par la ligne L3 du Léman Express sur la relation Coppet ↔ Genève-Cornavin ↔ Annemasse ↔ La Roche-sur-Foron ↔ Saint-Gervais-les-Bains-Le Fayet[8].

- par des trains TER Auvergne-Rhône-Alpes sur les relations :
  - Bellegarde ↔ Annemasse ↔ La Roche-sur-Foron ↔ Cluses ↔ Saint-Gervais-les-Bains-Le Fayet (en provenance de Lyon-Part-Dieu les samedis d'hiver) ;
  - Annecy ↔ La Roche-sur-Foron ↔ Cluses ↔ Saint-Gervais-les-Bains-Le Fayet.

### Intermodalité
Un parc pour les vélos et un parking sont aménagés à ses abords. Elle est desservie par des cars TER du réseau routier étudiant et par les lignes A, E, F, K et N du réseau intercommunal Proxim'iTi.